# Mạnh Cường
Trần Mạnh Cường (sinh ngày 4 tháng 9 năm 1960), thường được biết đến với nghệ danh Mạnh Cường là một nghệ sĩ nổi tiếng trong làng sân khấu kịch cũng như nền điện ảnh Việt Nam, hiện là Phó giám đốc Trung tâm Hỗ trợ sáng tác văn học nghệ thuật thuộc Bộ Văn hóa, Thể thao và Du lịch. Ông được nhà nước Việt Nam phong tặng danh hiệu Nghệ sĩ nhân dân.

## Tiểu sử
Mạnh Cường sinh ngày 4 tháng 9 năm 1960 tại Hà Nội. Ông từng nhập ngũ và là sinh viên trường Đại học Văn hóa Nghệ thuật Quân đội từ năm 1977. Sau khi tốt nghiệp, năm 1980 ông được phân công vào Đoàn Kịch nói Quân đội. Trong khoảng thời gian công tác tại đoàn kịch nói, ông đã gây ấn tượng với khán giả qua nhiều vở kịch như Người mất tích, Tiếng hát cuộc đời, Lời thề thứ 9, Điều không thể mất. Mặc dù bắt đầu với sân khấu kịch và tâm huyết với kịch nói nhưng khán giả biết đến Mạnh Cường nhiều nhất thông qua các bộ phim của ông.
Năm 1993, ông chuyển về Đoàn 871 - Chuyên quản lý học viên đi học trường đại học chuyên nghiệp ngoài quân đội. Từ năm 1993 đến năm 1997, ông theo học Đạo diễn sân khấu, xen kẽ với Đạo diễn điện ảnh, từ năm 1995 đến năm 1999 tại trường Đại học Sân khấu - Điện ảnh. Năm 1997, ông được phong tặng danh hiệu Nghệ sĩ ưu tú.
Ông từng là Trợ lý Văn hóa - Nghệ thuật của Cục Tuyên huấn thuộc Tổng cục Chính trị. Năm 2000, sau khi tốt nghiệp chuyên ngành Đạo diễn tại trường Đại học Sân khấu và Điện ảnh, ông rời Cục tuyên huấn và chuyển hướng làm Trưởng phòng Quản lý nghệ thuật biểu diễn thuộc Sở Văn hóa – Thông tin Hà Nội. Năm 2005, ông làm đạo diễn sự kiện Lễ hội văn hóa dân gian thuộc Tuần lễ kỷ niệm 995 năm Thăng Long – Hà Nội; lúc này ông đang là Trưởng phòng Nghệ thuật của Sở Văn hóa Thông tin Hà Nội.
Năm 2008, ông quay lại trường Văn hóa Nghệ thuật Quân đội làm giảng viên và được phong hàm Trung tá. Đến tháng 5 năm 2009, ông được bổ nhiệm làm Chủ nhiệm Khoa Sân khấu, Điện ảnh và Viết văn. Năm 2012, ông được điều về làm Phó giám đốc Sở Văn hóa, Thể thao và Du lịch tỉnh Khánh Hòa với quân hàm Thượng tá.
Đến năm 2017, ông về Hà Nội làm Phó giám đốc Trung tâm Hỗ trợ sáng tác văn học, nghệ thuật của Bộ Văn hóa, Thể thao và Du lịch. Năm 2019, ông được phong tặng danh hiệu Nghệ sĩ Nhân dân.

## Tác phẩm

### Vai trò diễn viên

#### Phim truyền hình
| Năm  | Phim                        | Nhân vật             | Kênh  | Nguồn                       |
| ---- | --------------------------- | -------------------- | ----- | --------------------------- |
| 1996 | Đường băng                  | Phi Hùng             | VTV1  | [ 14 ]                      |
| 1996 | Người Hà Nội                | Hùng                 | VTV3  | [ 15 ] [ 16 ] [ 17 ]        |
| 1998 | Những con đường vô hình     | Hoàng                | VTV3  |                             |
| 2000 | Dây neo hạnh phúc           |                      | VTV3  |                             |
| 2001 | Con nhện xanh               | Đỗ Hùng              | VTV3  |                             |
| 2001 | Chúng tôi ngày ấy           | Quang                | VTV1  |                             |
| 2002 | Không còn gì để nói         | Cường                | VTV3  | [ 18 ]                      |
| 2004 | Những giấc mơ dài           | Phan                 | VTV3  | [ 19 ]                      |
| 2006 | Nhật ký Vàng Anh            | Bố của Vàng Anh      | VTV3  | [ 20 ] [ 21 ]               |
| 2007 | Người mang nợ               |                      | VTV3  |                             |
| 2007 | Luật đời                    | Kiên                 | VTV1  | [ 22 ]                      |
| 2009 | Những mãnh vỡ phù hoa       | Huỳnh Minh Hồng      | HTV7  | [ 23 ] [ 24 ] [ 25 ]        |
| 2009 | Những người độc thân vui vẻ |                      | VTV3  | [ 26 ]                      |
| 2009 | Tin vào điều không có thể   | Nhân                 | VTV3  | [ 27 ] [ 28 ] [ 29 ]        |
| 2012 | Hai phía chân trời          | Lê                   | VTV1  | [ 30 ] [ 31 ] [ 32 ]        |
| 2013 | Tình yêu không hẹn trước    | Ông Hoàng            | VTV3  | [ 33 ] [ 34 ] [ 35 ]        |
| 2013 | Thái sư Trần Thủ Độ         | Đàm Dĩ Mông          | VTV1  | [ 36 ] [ 37 ] [ 38 ]        |
| 2016 | Lựa chọn cuối cùng          | Ông Khắc Chính       | VTV1  | [ 39 ] [ 40 ] [ 41 ] [ 42 ] |
| 2017 | Cả một đời ân oán           | Ông Quang            | VTV3  | [ 43 ] [ 44 ] [ 45 ]        |
| 2019 | Những nhân viên gương mẫu   | Ông Nguyên           | VTV1  | [ 46 ] [ 47 ]               |
| 2020 | Lựa chọn số phận            | Ông Lộc              | VTV1  | [ 48 ] [ 49 ] [ 50 ]        |
| 2020 | Hướng dương ngược nắng      | Ông Đạt              | VTV3  | [ 51 ] [ 52 ] [ 53 ]        |
| 2021 | Mặt nạ hạnh phúc            | Ông Tôn              | SCTV6 | [ 54 ] [ 55 ] [ 56 ]        |
| 2021 | 11 tháng 5 ngày             | Ông Vinh             | VTV3  | [ 57 ]                      |
| 2022 | Anh có phải đàn ông không   | Ông Thịnh            | VTV3  |                             |
| 2023 | Dưới bóng cây hạnh phúc     | Ông Huấn             | VTV1  |                             |
| 2023 | Đội điều tra số 7           | Thiếu tướng Xuân Quế |       |                             |

#### Phim điện ảnh
| Năm  | Phim                      | Nhân vật                      | Đạo diễn                        | Ghi chú      | Nguồn                |
| ---- | ------------------------- | ----------------------------- | ------------------------------- | ------------ | -------------------- |
| 1988 | Thời hiện tại             | Kỹ sư Tân                     | NSND Trần Đắc                   | Phim đầu tay | [ 58 ] [ 59 ]        |
| 1990 | Người đàn bà bị săn đuổi  | Mộc                           | Hoàng Tích Chỉ                  |              | [ 60 ]               |
| 1990 | Con ngựa bốn vó trắng     | Bá                            | Vũ Châu                         |              | [ 61 ]               |
| 1991 | Giông tố                  | Long                          | Nguyễn Mạnh Lãi                 |              | [ 62 ] [ 63 ]        |
| 1992 | Vụ áp phe Đông Dương      | Lâm                           | NSND Trần Đắc                   |              | [ 60 ]               |
| 1992 | Truy lùng băng quỷ gió    | Bình                          | Tự Huy                          |              | [ 64 ]               |
| 1992 | Viên hồng ngọc            | Vượng                         | Nguyễn Quang                    | Phim video   | [ 61 ]               |
| 1994 | Hoa ban đỏ                | Tư lệnh Đại đoàn              | NSND Bạch Diệp, NSƯT Quốc Trọng |              | [ 65 ] [ 66 ]        |
| 1994 | Trở về                    | Hùng                          | NSND Đặng Nhật Minh             |              | [ 67 ] [ 68 ]        |
| 1994 | Người cùng năm sinh       | Hoàng                         | NSND Khải Hưng                  |              | [ 69 ]               |
| 1995 | Xích lô                   | Người đàn ông trong quán rượu | Trần Anh Hùng                   |              |                      |
| 1999 | Dưới tán rừng lặng lẽ     | Chung                         | Nguyễn Quang                    |              | [ 70 ]               |
| 1999 | Ba mùa                    | Thầy Đào                      | Tony Bui                        |              | [ 71 ]               |
| 2000 | Mùa hè chiều thẳng đứng   | Kiên                          | Trần Anh Hùng                   |              | [ 72 ] [ 73 ]        |
| 2001 | Mặt trận không tiếng súng | Giám đốc công ty              | NSƯT Lê Dân                     |              | [ 74 ] [ 75 ]        |
| 2002 | Cái tát sau cánh gà       | Hùng                          | NSƯT Tất Bình                   |              | [ 76 ]               |
| 2005 | Ngôi nhà cổ tích          | Phong                         | NSND Khải Hưng                  |              | [ 77 ] [ 78 ]        |
| 2005 | 7 ngày và 1 đời           | Văn                           | Đỗ Đức Thành                    |              | [ 79 ]               |
| 2009 | 21 and a Wake-Up          | Dân làng Việt Nam             | Chris McIntyre                  |              |                      |
| 2010 | Nhìn ra biển cả           | Hồ Bá Tang                    | Vũ Châu                         |              | [ 80 ] [ 81 ] [ 82 ] |
| 2016 | Đầu xuôi đuôi lọt         | Dương                         | Norbert Lechner                 |              | [ 83 ] [ 84 ] [ 85 ] |
| 2017 | Thị Mai                   | Cán bộ quản lý của Bộ Tư pháp | Patricia Ferreira               |              | [ 86 ] [ 87 ] [ 88 ] |
| 2019 | Ước hẹn mùa thu           | Ba của Duy                    | Nguyễn Quang Dũng               |              | [ 89 ] [ 90 ] [ 91 ] |

### Vai trò đạo diễn
| Năm  | Phim                | Ghi chú                                                                  | Nguồn         |
| ---- | ------------------- | ------------------------------------------------------------------------ | ------------- |
| 1997 | Thầm lặng           | Chuyển thể từ tiểu thuyết Tình yêu thầm lặng của tác giả Nguyễn Thị Sáng | [ 92 ] [ 93 ] |
| 1997 | Gia đình người Mông | Phim ngắn 30 phút. Đề án tốt nghiệp Đạo diễn điện ảnh.                   | [ 94 ]        |
|      | Phố ga              |                                                                          |               |
| 1998 | Đường ra thành phố  | Phát sóng trên kênh HanoiTV                                              | [ 95 ]        |
|      | Tình yêu của mẹ     |                                                                          |               |

## Gia đình
Vợ của Mạnh Cường từng là bạn học của ông tại trường Văn hóa Nghệ thuật Quân đội. Bà là con gái của cố nhạc sĩ, Đại tá Lương Ngọc Trác, nguyên là Hiệu trưởng trường Nghệ thuật Quân đội, và Nghệ sĩ ưu tú Thùy Chi, nguyên Giám đốc Nhà hát Tuổi trẻ. Mạnh Cường và vợ có hai người con đều từng theo học trường Đại học Sân khấu – Điện ảnh, con gái lớn tên Khanh học Thạc sĩ Lý luận Phê bình điện ảnh còn con trai tên Duy Anh học diễn viên.